# Corușu, Cluj
Corușu (în maghiară Nádaskoród) este un sat în comuna Baciu din județul Cluj, Transilvania, România.

## Date geografice
Altitudinea medie: 513 m. Acesta este situat in partea de nord față de municipiul Cluj-Napoca.

## Istoric
Sat întemeiat de unguri. În secolele XVI-XVII în posesia familiei de nobili români Havasalyi. După anul 1660 populat preponderent de români.

## Obiective turistice
- Situl fosilifer Corușu, monument al naturii cu valoare paleontologică, cu o suprafață de 2 hectare.

## Bibliografie

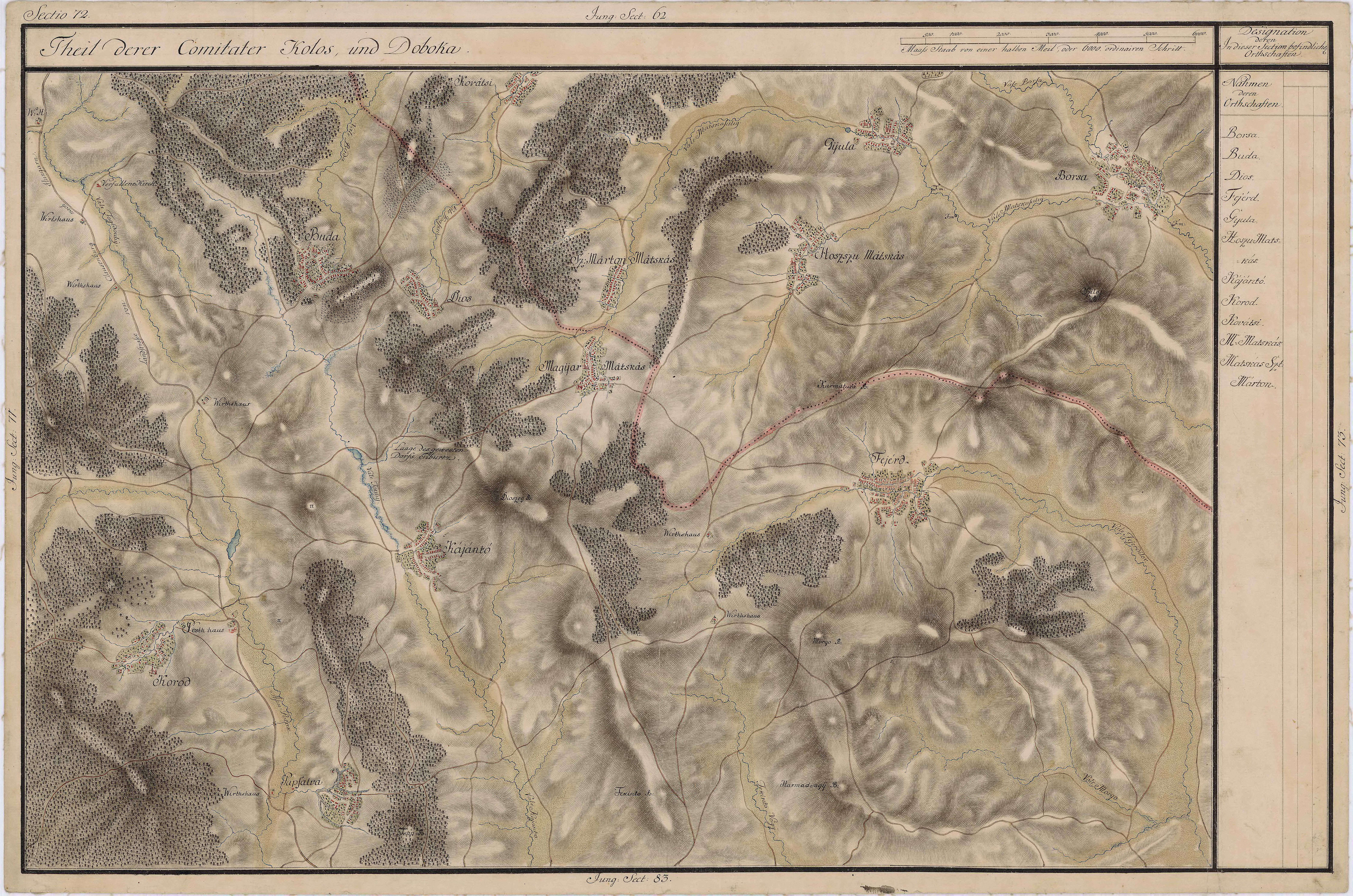
Corușu pe Harta Iosefină a Transilvaniei, 1769-1773

## Imagini

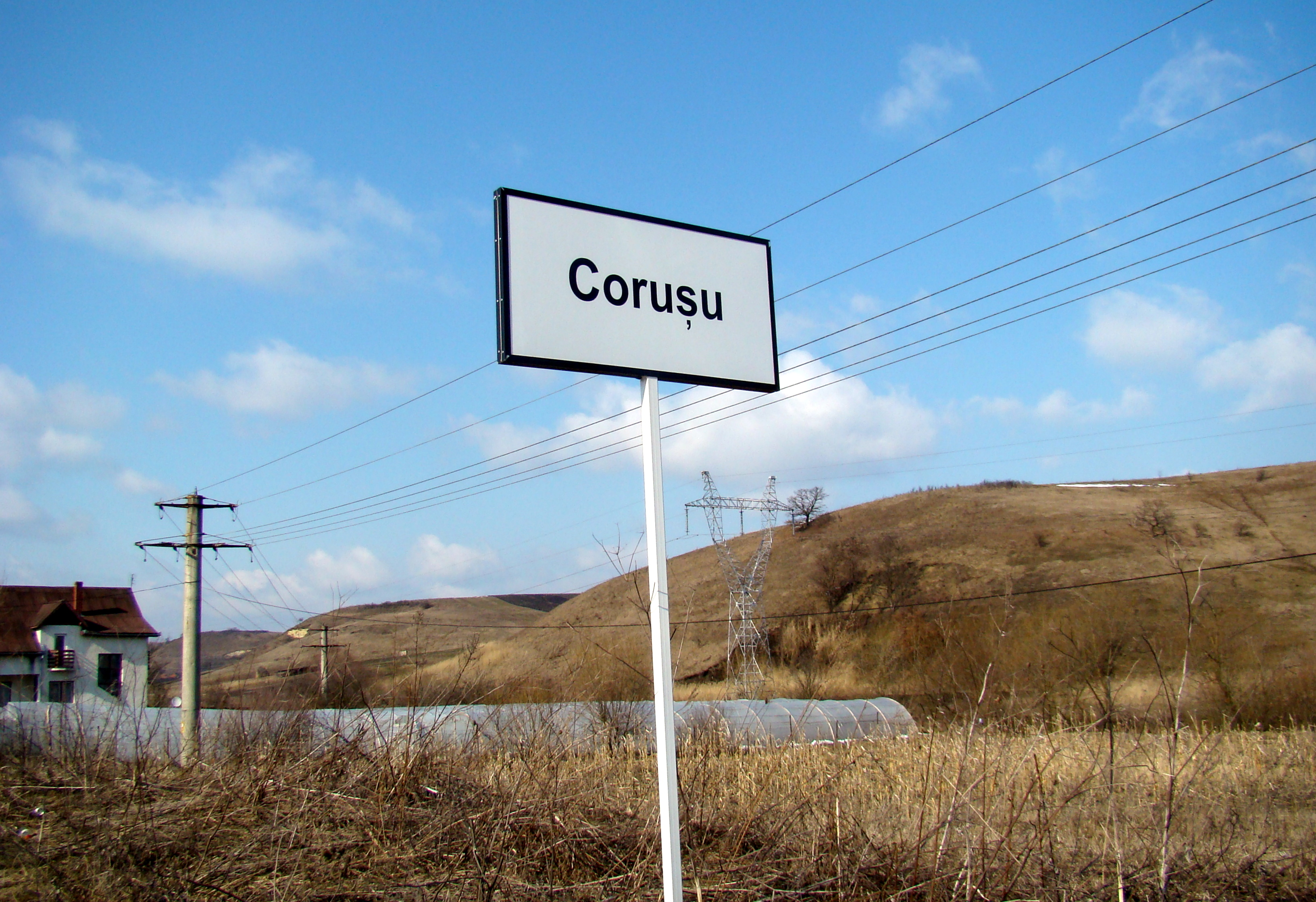
Intrarea în localitate
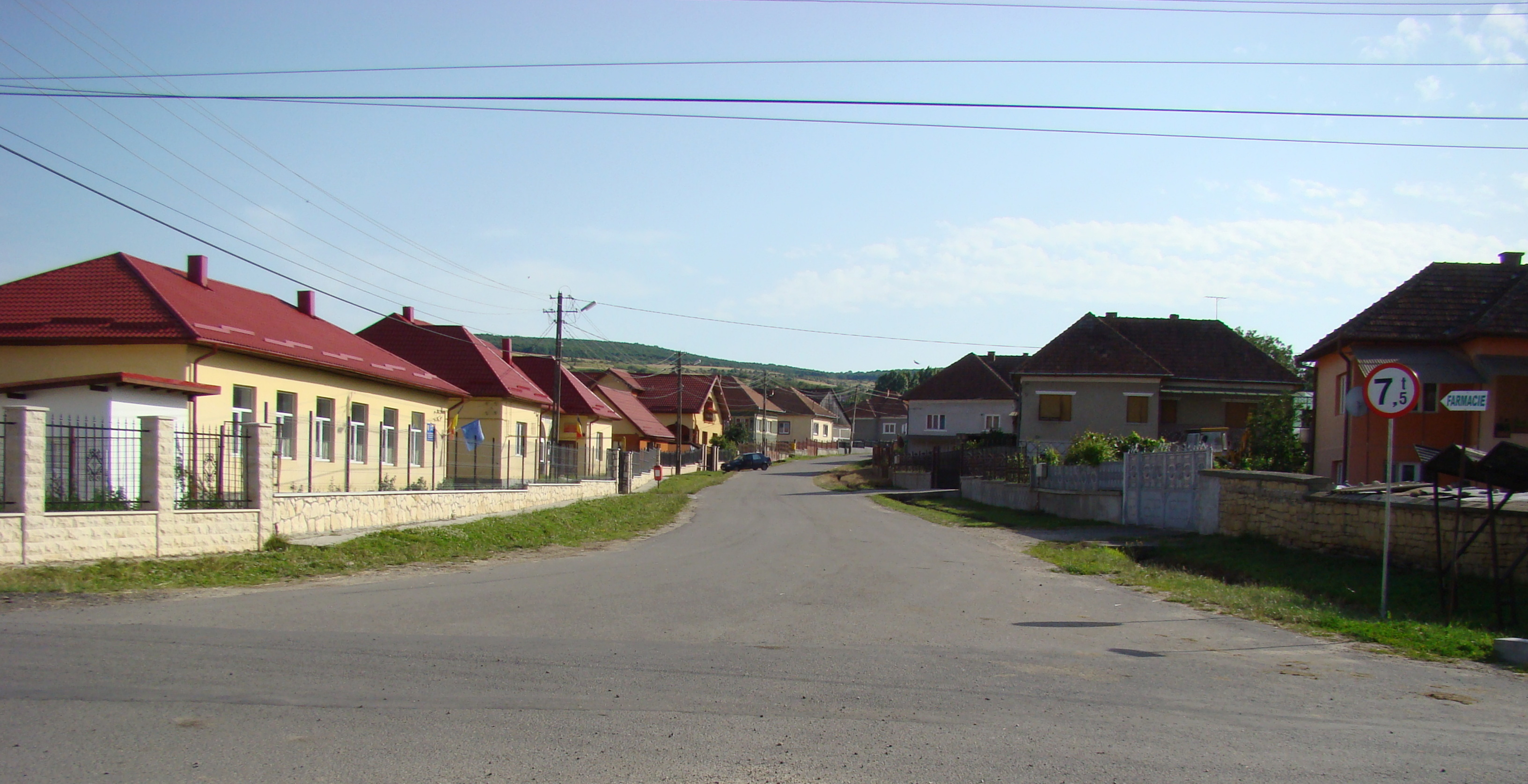
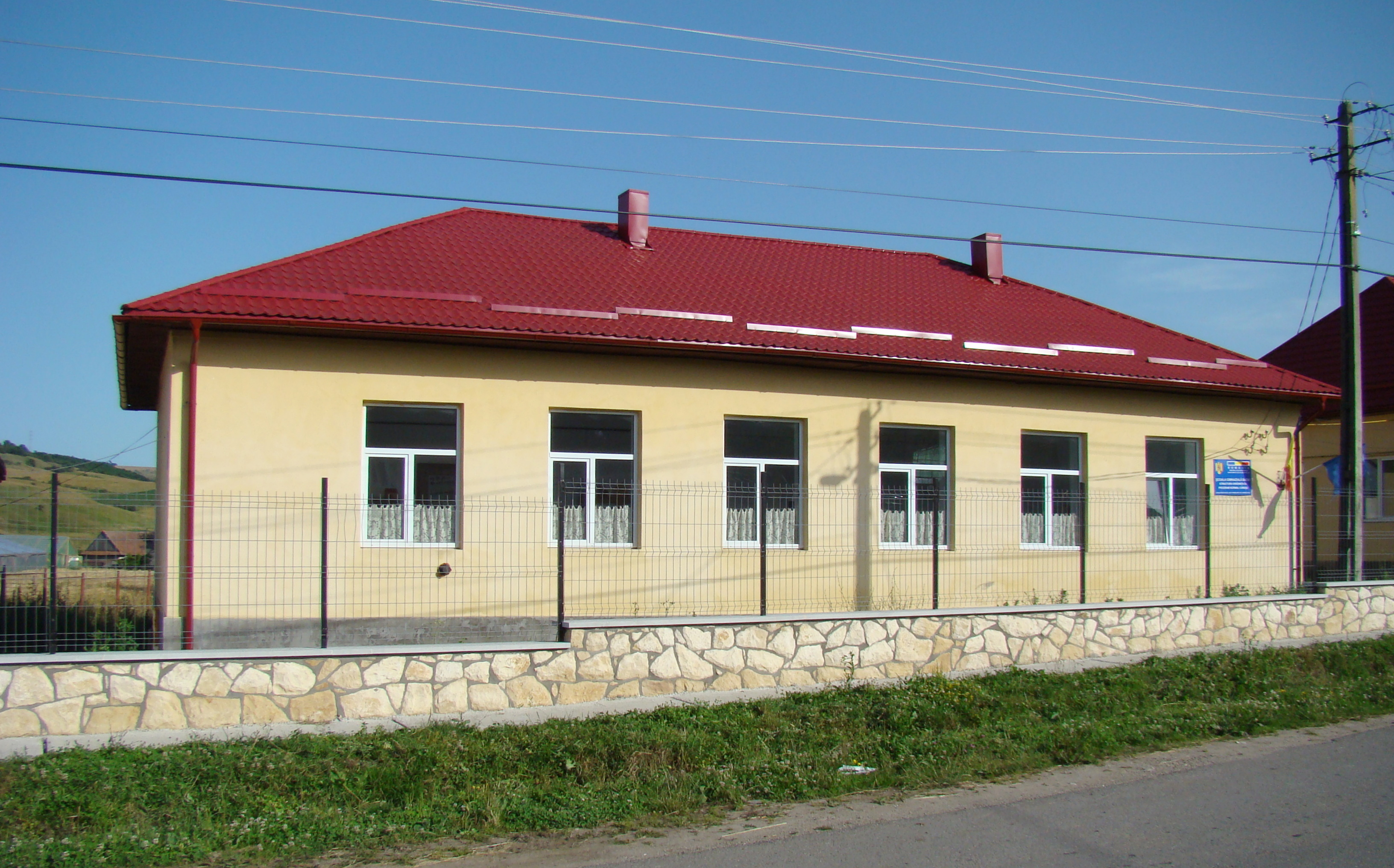
Școala
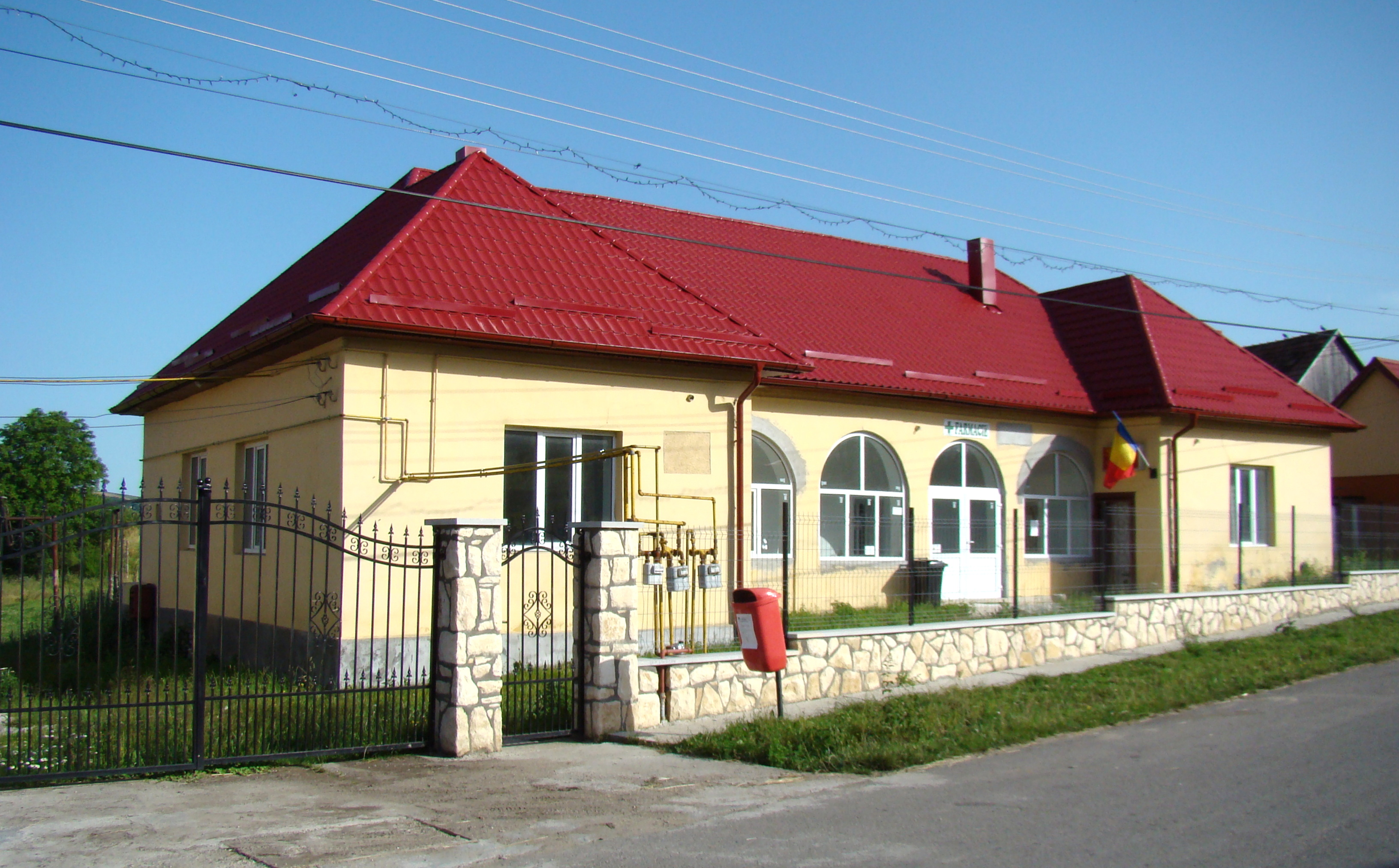
Farmacia și oficiul poștal
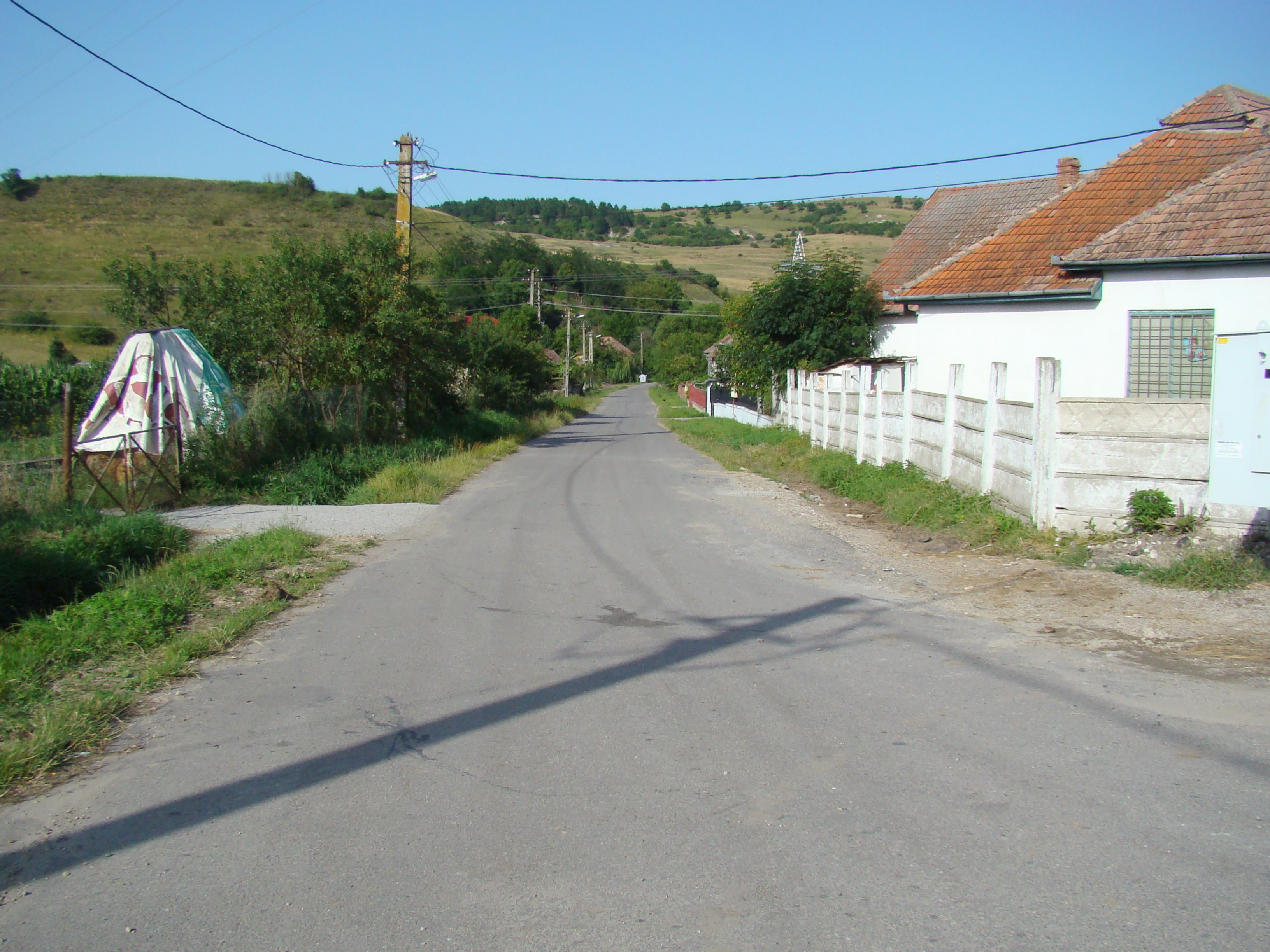
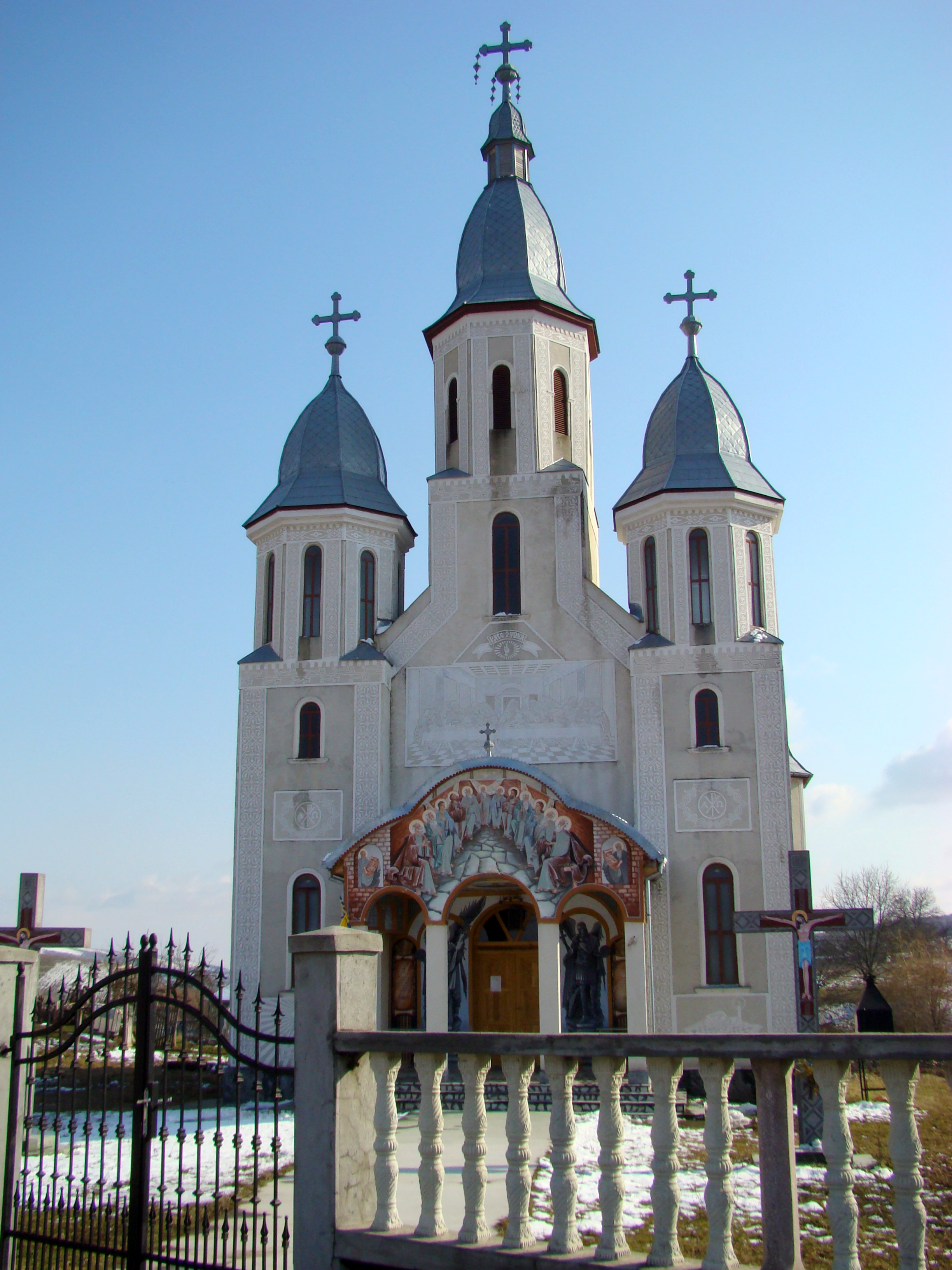
Biserica ortodoxă nouă cu hramul „Pogorârea Sfântului Duh”
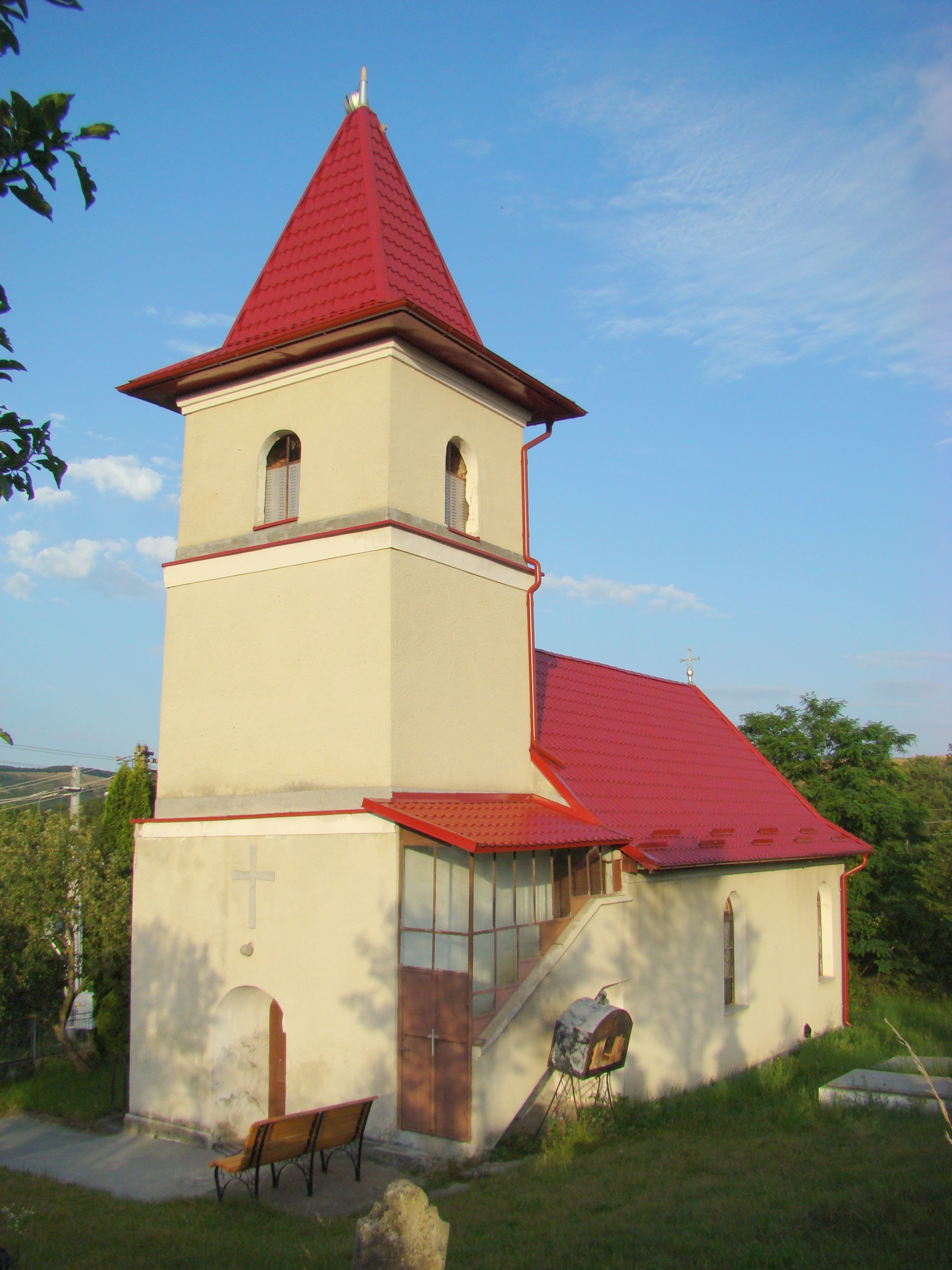
Biserica ortodoxă veche cu hramul „Nașterea Maicii Domnului”
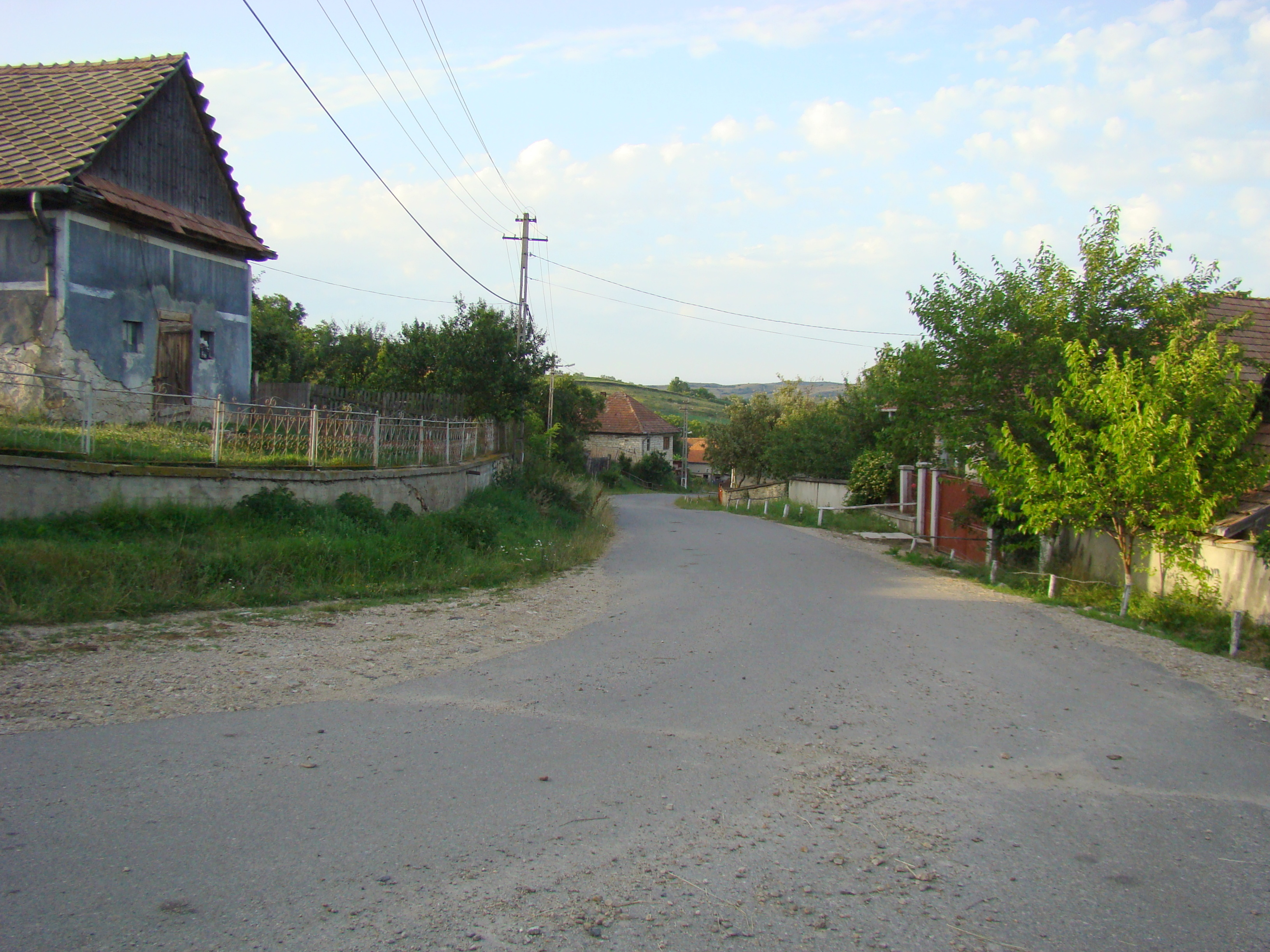
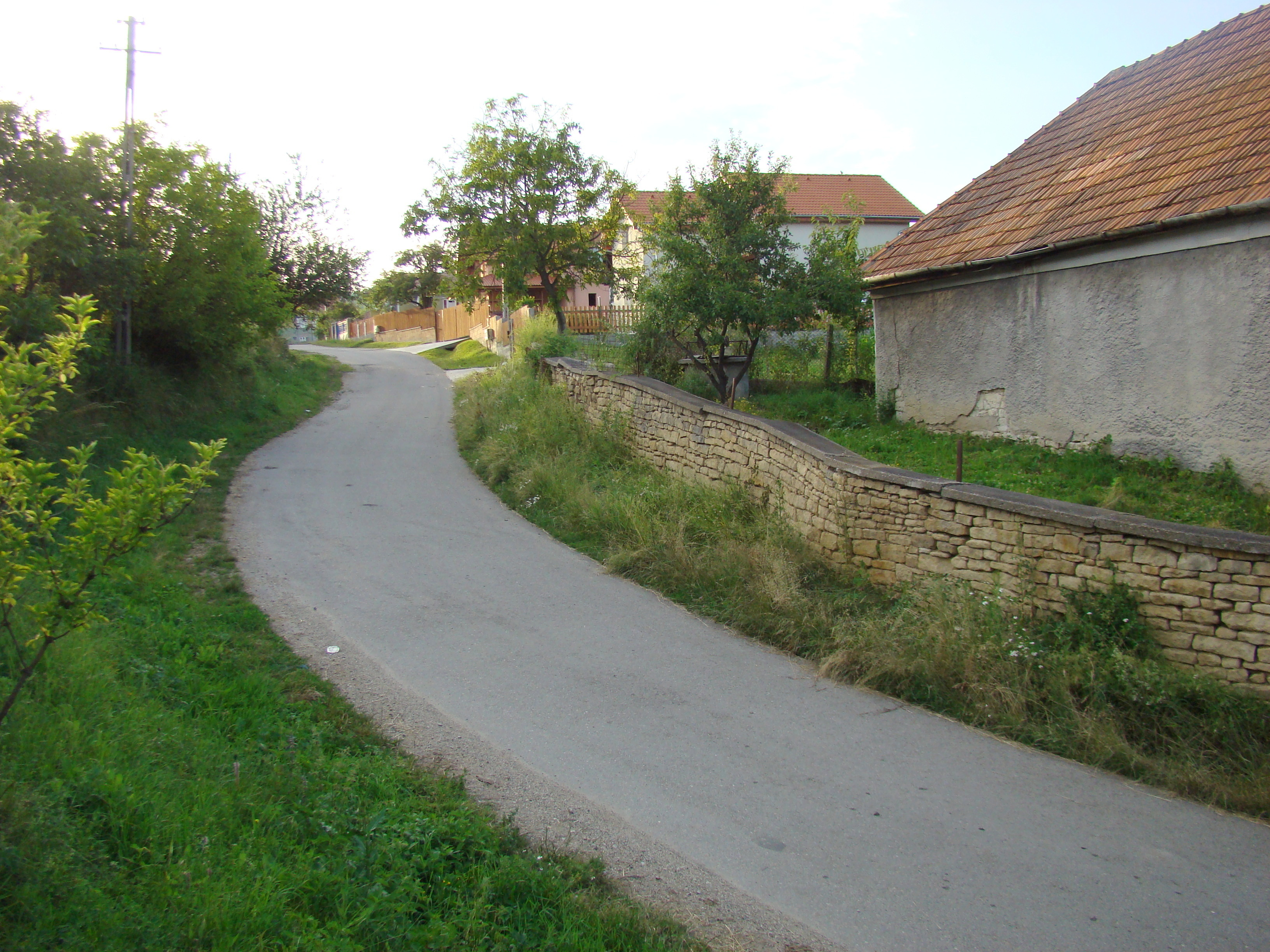
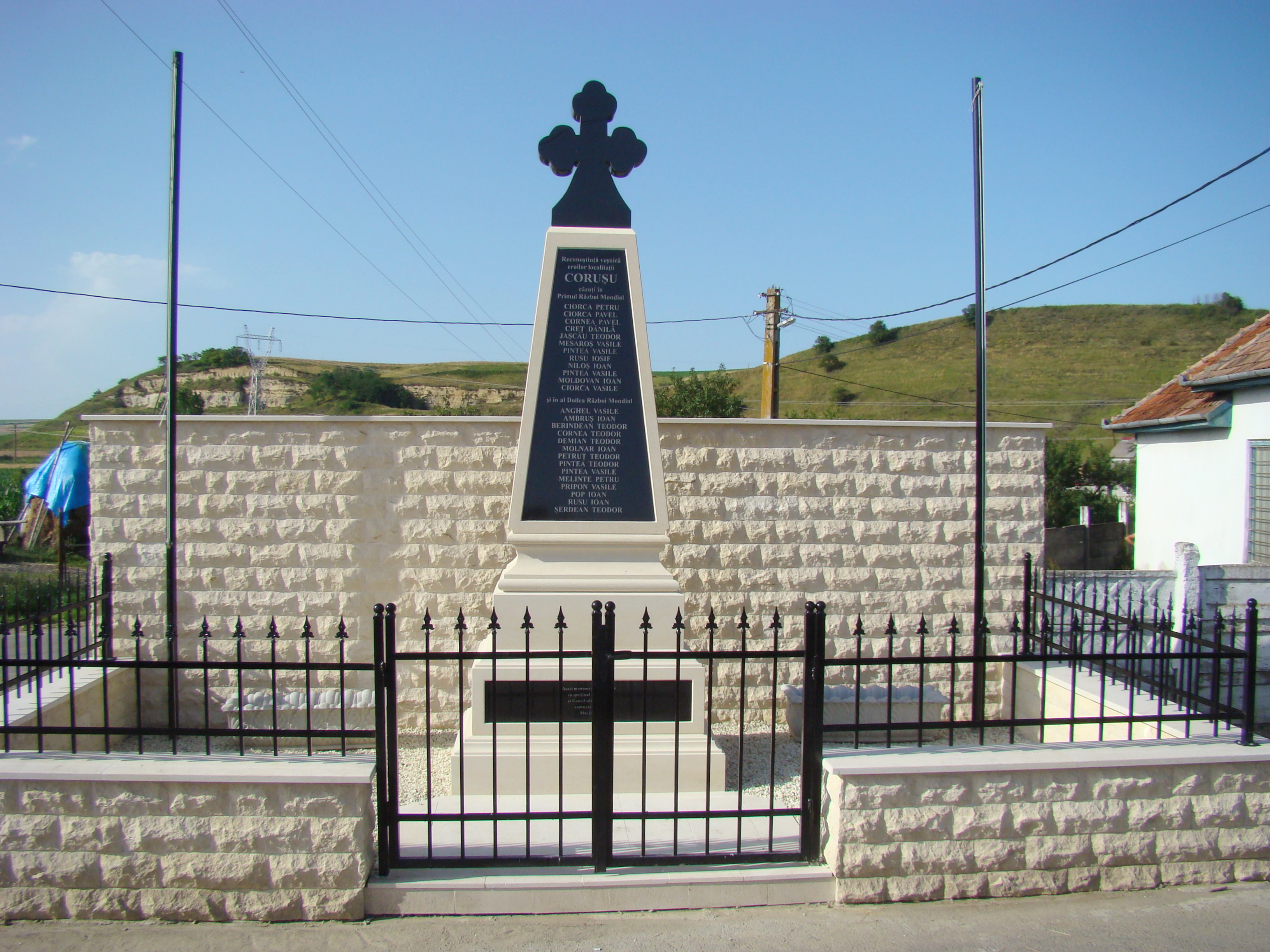
Monumentul Eroilor
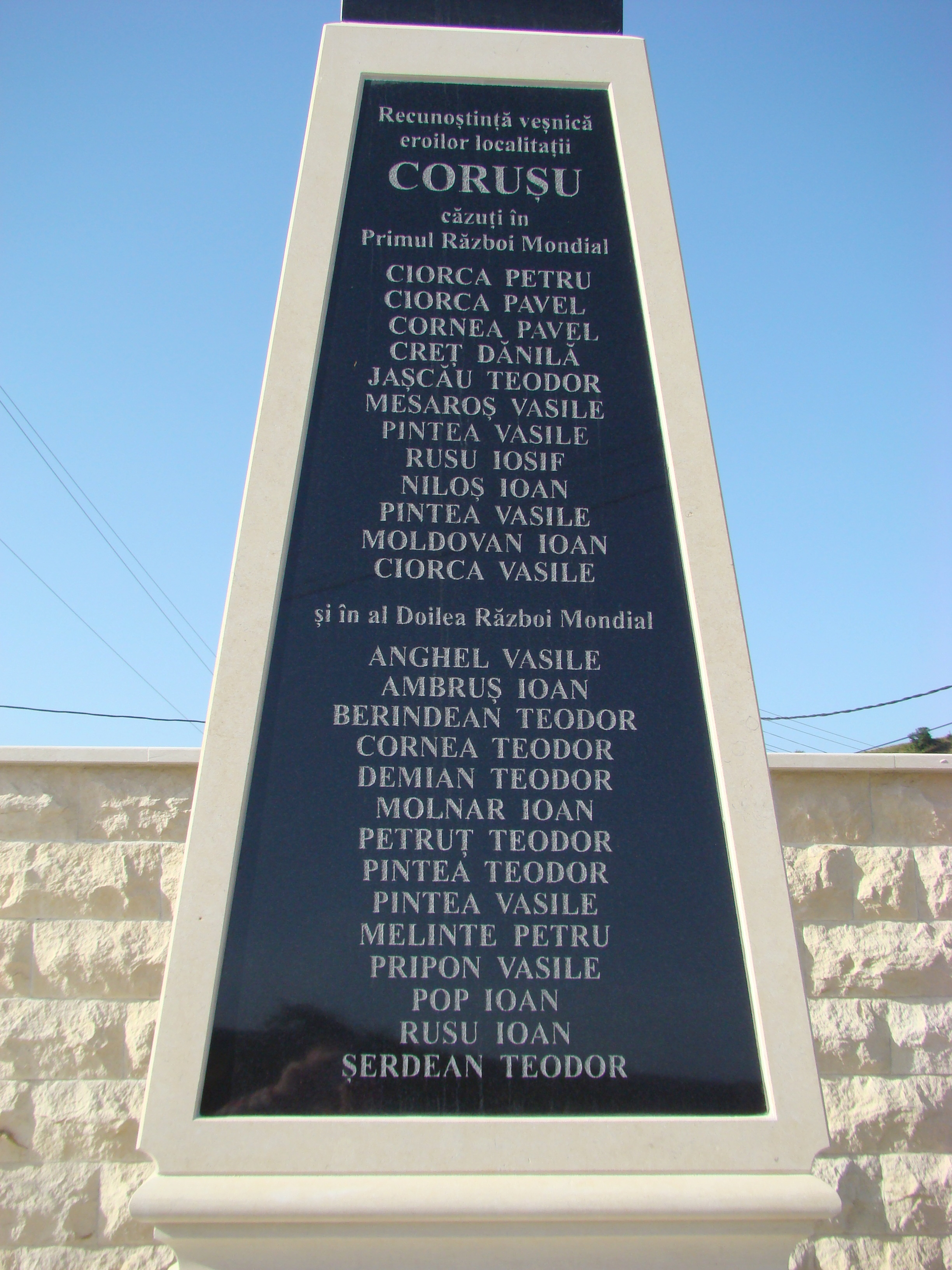
Monumentul Eroilor (detaliu)
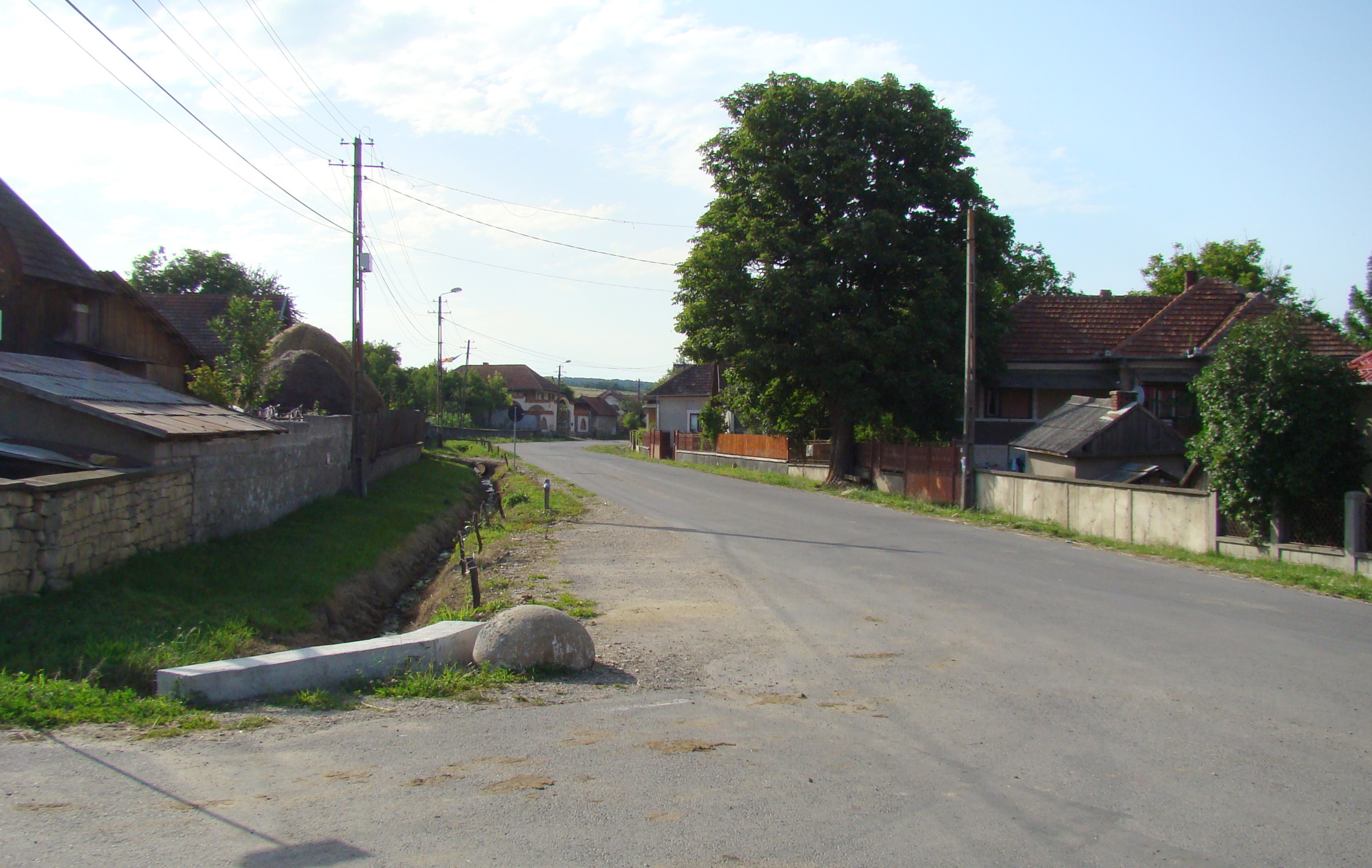